# Pont du Gard

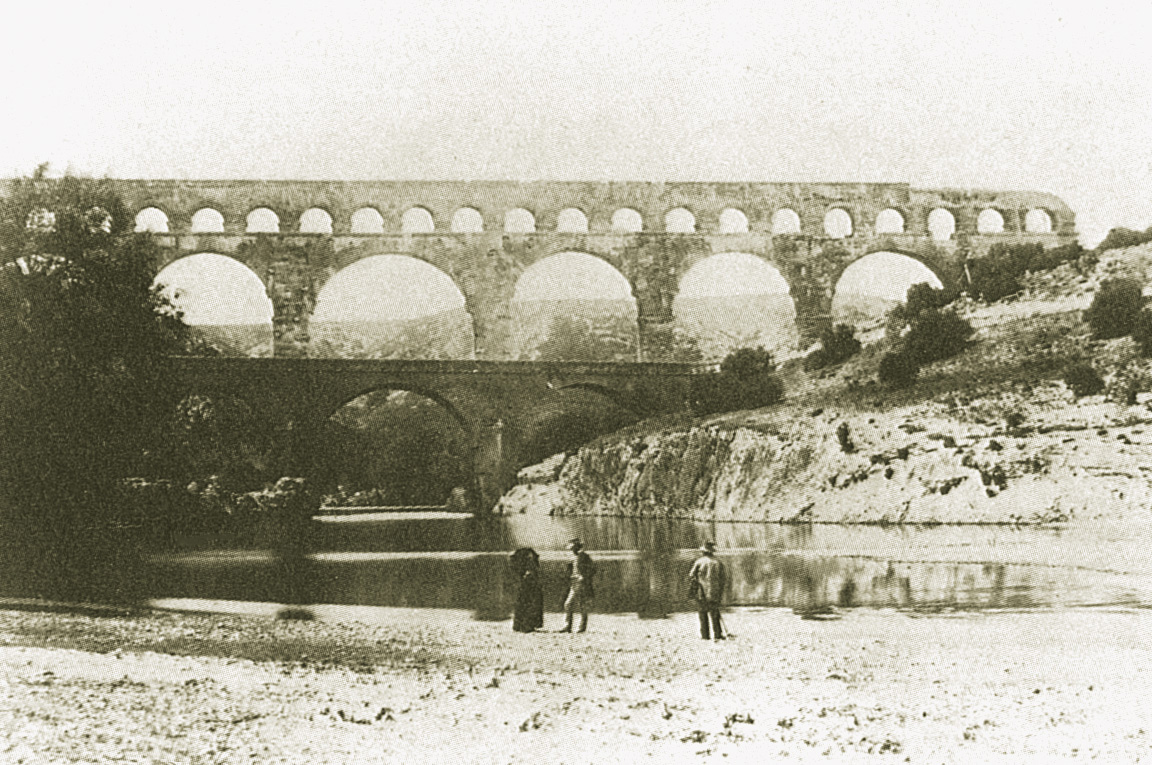
Édouard Baldus: Gardský most, 50. léta 19. století

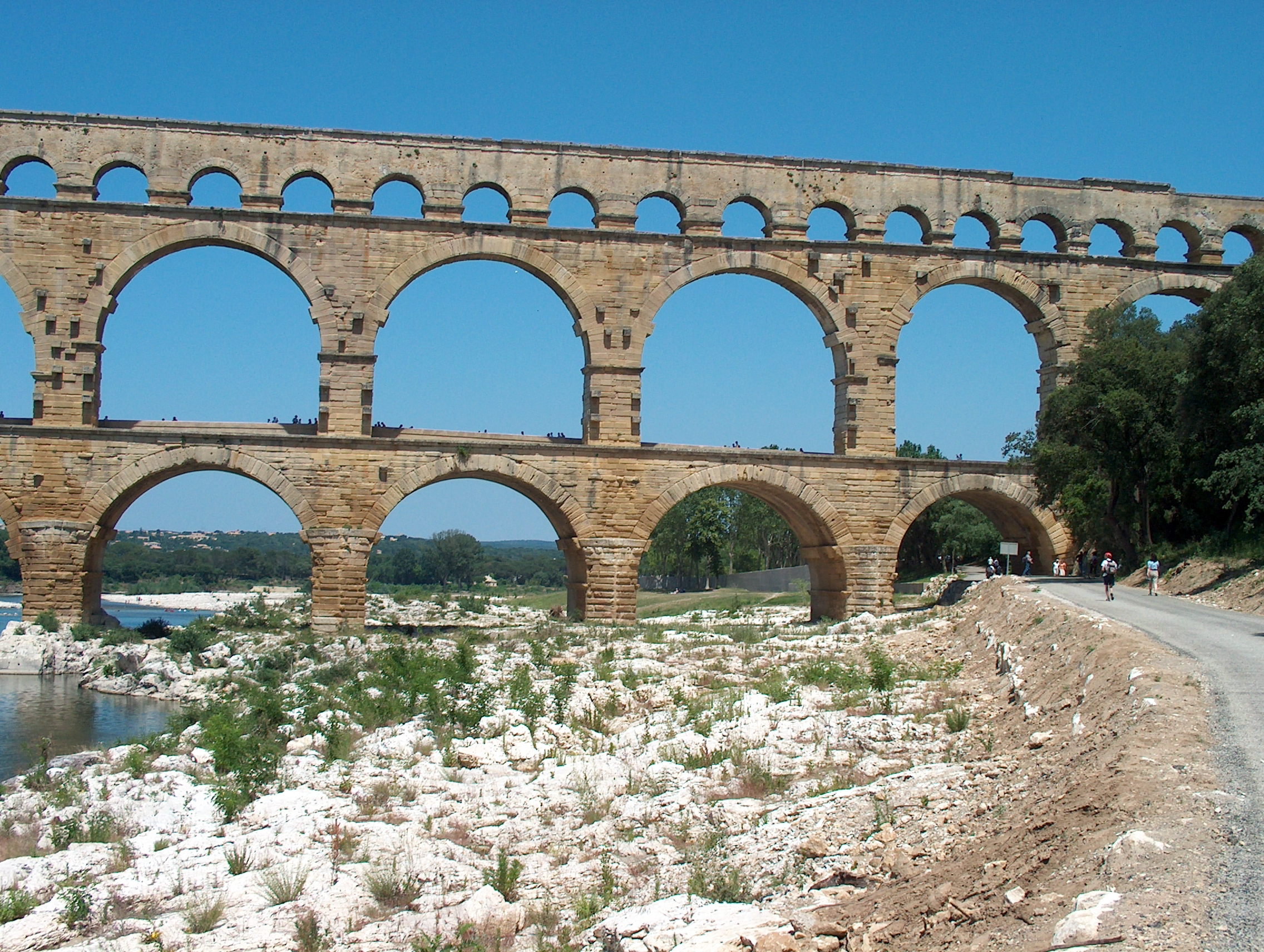
Pont du Gard

Pont du Gard [pon dy gár] (česky též Gardský most) je akvadukt v jižní Francii, asi 25 km severovýchodně od města Nîmes. Je 49 metrů vysoký a až 275 metrů dlouhý a byl postaven v 1. století př. n. l., v době kdy jižní Francie tvořila provincii (srv. současné označení Provence) starověkého Říma.
Skládá se ze tří na sobě stojících arkád a byl součástí kanálu, který přiváděl vodu do města. Pro svou mimořádnou hodnotu byl v roce 1985 zařazen na Seznam světového dědictví UNESCO.

## Historie
Pont du Gard (neboli most přes řeku Gard) je mistrovské dílo římského stavitelství. Postaven byl patrně roku 19 př. n. l. za dob císaře Augusta. Ve století devátém přestal dlouho neudržovaný vodovod fungovat, protože na některých místech zarostl vápennou usazeninou. V 18. století byly pilíře druhého patra zúženy a osekány, aby se po nejnižší řadě oblouků dalo chodit jako po mostě. V 19. století byl výrazně rekonstruován.

## Popis
Most je součástí akvaduktu, který přiváděl vodu z pramenů řeky Eure u obce Uzès do římského města Nîmes. Je vysoký 49 metrů a skládá se ze tří pater:
- Dolní patro: 6 oblouků, 142 m dlouhé, 6 m široké, 22 m vysoké
- Střední patro: 11 oblouků, 242 m dlouhé, 4 m široké, 20 m vysoké
- Nejvyšší patro: 35 oblouků, 275 m dlouhé, 3 m široké, 7 m vysoké

V nejvyšším patře je veden vlastní starý vodovod z kamenných kvádrů, vysokých 1,8 m a širokých 1,2 m. Vedení má spád 0,4 procenta a kryjí je kamenné desky, které zabraňovaly spadu nečistot do vody.
Ve spodním a středním patře se nacházejí arkády postavené ze 61 kvádrů, které váží až 6 tun. Pilíře středního patra jsou postaveny přesně nad pilíři nejnižšího patra. Tím se zabránilo nadměrnému zatížení spodních oblouků. Od středu směrem ke břehu se rozpětí pilířů zmenšuje.
Kamenné kvádry byly otroky těženy v kamenných lomech a poté transportovány na místo určení. Vše bylo již ve fázi těžby vyměřeno na milimetry, a celý akvadukt tak mohl být postaven bez užití malty tzv. „suchou cestou“ – kameny byly spojovány pouze za pomocí klínů. Podle svého budoucího umístění v akvaduktu byly kvádry označeny latinskými popisky pravý kámen, prostřední kámen nebo levý kámen.
Vzdálenost mezi konečnými body celého kanálu, který byl krajinou s členitým terénem veden kromě akvaduktu Pont du Gard také menšími tunely a mosty, činila asi 50 kilometrů a výškový rozdíl mezi nimi je přibližně 15 metrů. Z toho vyplývá, že průměrný spád vody na jednom kilometru kanálu se pohyboval okolo pouhých třiceti centimetrů, to jest asi 0,3 mm na metr. Obvyklý spád vody u římských akvaduktů je přitom několikanásobně vyšší.
Aby most nemusel být ještě vyšší, je spád akvaduktu nad mostem větší a v dolní části naopak ještě menší. Vodovod končil v nádrži nad městem Nîmes, odkud voda vedla trubkami do kašen ve městě. Po výstavbě kanálu přiteklo do města za den asi 20 000 m³ vody, což vystačilo pro potřeby římského města.
Výrobní postup tzv. lité zdivo Opus caementum  se na Pont du Gard uvádí jako příklad použití.